# Emmanuel Chabrier
Emmanuel Chabrier (ur. 18 stycznia 1841 w Ambert, zm. 13 września 1894 w Paryżu) – francuski kompozytor.

## Życiorys
Urodził się w Ambert w środkowej Francji, jako syn prawnika Jeana Chabriera. W wieku sześciu lat zaczął naukę gry na fortepianie, a dwa lata później skomponował pierwsze tańce. Rodzina przeniosła się najpierw do Clermont-Ferrand (1851), a później do Paryża (1856).
Studiował grę fortepianową u Edwarda Wolffa, kompozycję u Théophile’a Semeta i Aristide’a Hignarda, a także grę na skrzypcach u Richarda Hammera. W 1858 roku rozpoczął również studia prawnicze. W 1861 roku podjął pracę we francuskim MSW, gdzie pozostał aż do 1880 roku. W następnych latach poświęcił się wyłącznie muzyce.
Zmarł w 1894 roku w Paryżu; został pochowany na cmentarzu Montparnasse.

## Kompozycje

### Opery
- L’Étoile (1877)
- Gwendoline (1886)
- Król mimo woli (1887)

### Operetki
- Fisch-Ton-Kan (1873, libretto Paul Verlaine)
- Une Éducation manquée (1879)

### Utwory orkiestrowe
- España (1883)
- Joyeuse marche (1888)
- Suite pastorale (1881)

### Utwory fortepianowe
- Dix Pièces pittoresques (1881)
- Habanera (1885)
- Bourrée fantasque (1891)
- Cinq Pièces posthumes (1897)

### Utwory wokalne
- Lieder
- Les plus jolies chansons du pays de France, chansons du folklore arrangées (1888)
- Ballade des gros dindons; Villanelle des petits canards ; Pastorale des cochons roses..., chansons de la basse-cour (1889)